# زبان های جزایر آدمیرالتی
زبان‌های جزایر آدمیرالتی گروهی از حدود سی زبان اقیانوسیه‌ای هستند که در جزایر آدمیرالتی صحبت می‌شوند. آنها ممکن است شامل زبان یاپی هم باشند که طبقه‌بندی آن دشوار است.

## زبان‌ها
به گفته لینچ، راس و کراولی (2002)، ساختار خانواده عبارت است از: 
- آدمیرالتی شرقی
  - مانوس
  - جنوب شرقی: Baluan-Pam ، Lenkau ، Lou ، Nauna ، Penchal
- آدمیرالتی غربی
  - کانِیت شمالی و کانیت جنوبی (†)
  - سِیمآت
  - Wuvulu-Aua (به عنوان دو زبان)

همانطور که اشاره شد، Yapese و Nguluwan ممکن است بخشی از زبان‌های جزایر آدمیرالتی نیز باشند.